# Monogrammista di Brunswick
La denominazione di questo pittore anonimo di Anversa del XVI secolo deriva da un quadro monogrammato conservato nel Herzog Anton Ulrich-Museum di Brunswick, il Banchetto dei convitati. Il significato del monogramma, e di conseguenza l'identità dell'artista, vengono diversamente interpretati; si sono fatti i nomi di Jan van Hemessen, di Jan van Amstel o di altri personaggi, noti solo di nome e per nessun altro particolare, come Mayken Verhulst, suocera di Pieter Brueghel il Vecchio, oppure Hendrik van Cleve.
Intorno all'opera di base furono raggruppati una ventina di quadri, ma sembra che soltanto cinque possano attribuirsi con certezza al Monogrammista. In quattro di questi dipinti si rilevano la medesima minuziosa tavolozza chiara, le medesime debolezze compositive, con numerosi personaggi raggruppati senza ordine in un paesaggio privo di atmosfera; la quinta opera, il Golgota conservato a Basilea al Kunstmuseum, rivela maggior valore pittorico e morbidezza di linee, e consente di accostare l'artista a Pieter Brueghel il Vecchio, di cui dovete essere contemporaneo.